# Ixora crassipes
Ixora crassipes är en måreväxtart som beskrevs av Louis Hyacinthe Boivin och De Block. Ixora crassipes ingår i släktet Ixora och familjen måreväxter. Inga underarter finns listade i Catalogue of Life.